# 周世選
周世選（1532年—1606年），字文賢，號衞陽，直隸河間府景州故城縣人，民籍，明朝政治人物。

## 生平
嘉靖三十七年（1558年）戊午科順天府鄉試第五十七名。嘉靖四十一年（1562年）壬戌科登進士第三甲第一百一十六名。初授常州府推官，四十四年十一月考選禮科給事中，隆慶元年四月升本科右，以言忤辅臣高拱，隆慶四年十月考察以不謹閑住。
家居十七年，万历十二年（1584年）三月左副都御史丘橓疏荐，五月起补户科右给事中，巡视京营，革積弊，諫止大内操演，十三年八月升南京尚宝司卿，历右通政、南京太仆寺卿，十五年九月改光禄寺卿，十六年九月升都察院右佥都御史、巡抚河南，十八年六月升左佥都御史、协理院事，九月升左副都御史协理院事，十九年三月升工部右侍郎，升左侍郎，督理九门工程。二十年六月改兵部左侍郎、协理京营戎政，以九门城楼竣工，加二品服俸，十一月升都察院右都御史兼户部右侍郎、总督仓场，二十一年五月升南京户部尚书，未任，十月改任南京兵部尚書，参赞机务，二十五年以目青六疏乞休，准回籍调理。二十六年六月起补原职，五疏不就，二十七年三月引疾乞休。以風節著稱，卒年七十五。三十四年十月贈太子少保、工部尚书。

## 著作
有《衞陽集》傳世。

## 家族
曾祖周稼；祖父周珎；父周良佐。母李氏；繼母夏氏。慈侍下。弟周世懋。孫周承芳，登崇祯庚午賢書。